# A Hitlerek (könyv)
 A Hitlerek, a Führer ismeretlen családja  című könyvet Wolfgang Zdral német szerző írta. A könyv a függelékek illetve családfák nélkül 226, az előbb említettekkel együtt 239 oldal.

## Ismertetése
Adolf Hitler egész életében igyekezett elhomályosítani, titokzatossá tenni a származását, családját. Wolfgang Zdral utána járt a család történetének is. Számos, eddig ismeretlen dokumentumnak akadt nyomára, melyek alapján egy széthúzó, frusztrált família története bontakozik ki. 
Hitlert rokonai egyben új megvilágításba is helyezik, szokatlan módon emberi oldaláról mutatják be, kiegészítve a Hitlerről, mint magánemberről eddig ismert tényeket, amivel hozzájárulnak személyiségének és szerepének pontosabb megítéléséhez.
A könyv képet ad zavaros családi viszonyairól, kétes származásáról, anyjához fűződő kóros viszonyáról. Eközben bepillanthatunk családtagjai fonák életútjaiba is. Akad közöttük bigámiát elkövető féltestvér, zsaroló unokaöcs is, aki később a háborúban Hitler ellen harcol az amerikaiak oldalán. Végül ott van a nővér, aki háttérbe szorítva, öccse árnyékában éli az életét, s még az ő halála után is miatta kell szenvednie...
A Hitlerek című könyv alapjául a tudományos kutatás legújabb eredményei szolgálnak. Az életrajzokat a Stratégiai Szolgálatok Hivatala (OSS) archívumaiban, magángyűjteményekben, német és osztrák irattárakban őrzött dokumentumok, valamint kortársak vallomásai egészítik ki.

## Tartalma, fejezetei
- Bevezetés
- Családi titok
- Magánéleti kötődések
- A család fekete báránya
- Hitler Hitler ellen
- Az árnyéktestvér
- A Hitlerek ma, köszönetnyilvánítás, jegyzetek

## Impresszum
- Fordította: Kajtár Mária
- Kiadó: Szó Kiadó.
- Német kiadás éve: 2005
- Magyar kiadás éve: 2009

### Magyarul
- A Hitlerek. A Führer ismeretlen családja; ford. Kajtár Mária; Szó, Bp., 2009